# Xã Blue River, Quận Johnson, Indiana
Xã Blue River (tiếng Anh: Blue River Township) là một xã thuộc quận Johnson, tiểu bang Indiana, Hoa Kỳ. Năm 2010, dân số của xã này là 4.936 người.